# Murtagh (boek)
Murtagh is een fantasyboek van de Amerikaanse auteur Christopher Paolini. Het boek werd in november 2023 uitgebracht en is de eerste volwaardige spin-off van de boekencyclus Het Erfgoed. Murtagh was direct na publicatie een New York Times-bestseller.

## Achtergrond
Nadat in 2011 het vierde en tevens laatste deel uit de cyclus was uitgebracht - de roman Erfenis - richtte Paolini zich onder andere op de sciencefictionroman To Sleep in a Sea of Stars. Wel publiceerde hij in 2019 nog de verhalenbundel De Drietand, de Heks en de Draak die voortborduurt op de fictieve wereld van Alagaësia uit de boekencyclus. Met Murtagh leverde de schrijver echter voor het eerst sinds 2011 weer een echte roman af rond dit thema.
Het boek focust op de drakenrijder Murtagh en zijn draak Thoorn en speelt zich af een jaar na de gebeurtenissen in het boek Erfenis. De eerste inspiratie voor Murtagh kwam na de vraag van een fan over wat Murtagh op dat moment aan het doen was. Paolini's antwoord, niet al te serieus bedoeld, over een met magie bewerkte vork, Mr Stabby, bleef bij de schrijver hangen. Verdere aanleiding voor het nieuwe boek was de bundel De Drietand, de Heks en de Draak waarin Murtagh een rol speelde in het eerste verhaal. Hierin zette Paolini hem niet meer neer als puur een slechterik. Deze verhaallijn is door Paolini vervolgens uitgewerkt tot het boek Murtagh. Een belangrijk thema in het boek is de zoektocht van Murtagh en Thoorn naar een manier om zich te verzoenen met hun gewelddadige verleden en een nieuwe plek te vinden in de maatschappij.

## Inhoud
Nu de duistere koning Galbatorix is verslagen, zijn Murtagh en Thoorn naar het noorden van Alagaësia vertrokken. De bewoonde wereld is niet langer veilig voor de drakenrijder en zijn draak door hun (gedwongen) rol in het schrikbewind van Galbatorix. Gedurende hun zwerftochten horen ze over zwartgeblakerde grond, zwavellucht en een duistere kracht in het noorden en besluiten ze op onderzoek uit te gaan.
Murtagh vertrekt naar Ceunon, waar hij in de herberg Het Warme Welkom een afspraak heeft met de handelaar Sarros. Sarros heeft in opdracht van Murtagh inlichtingen verzameld, waaronder een zwartgeblakerd en naar zwavel stinkend stuk steen. Sarros en zijn mannen verraden Murtagh echter voor zijn goud en vallen Murtagh aan. In het gevecht, dat in het boek De Drietand, de Heks en de Draak vanuit het perspectief van herbergiersdochter Essie is te lezen, blijken Sarros en zijn mannen niet aangevallen te kunnen worden met gesproken magie. Sarros zegt beschermd te zijn door kettingen betoverd door heksenvrouw Bachel en spreekt over een groep genaamd de Dromers. Murtagh is desondanks in staat alle tegenstanders te doden voor hij weer naar Thoorn in de wildernis vlucht.
Samen besluiten naar Gil'ead te reizen en een oude bekende, Ilenna om meer informatie te vragen over de steen, de heksenvrouw Bachel en de Dromers. In Gil'ead wordt Murtagh herkend door de weerkat Carabel. De weerkat weet meer over de situatie, maar wil de informatie pas delen nadat Murtagh voor haar een gestolen, jonge weerkat genaamd Silna terugbrengt. Nadat Murtagh dit gelukt is, wordt hij herkent door iemand uit zijn jeugd, Lyreth. Lyreth verraadt Murtagh en weet middels een strikkist hem bijna van zijn leven te beroven. Thoorn redt Murtagh en na afloop vluchten ze naar het noorden, vastberaden om Bachel en de situatie verder te onderzoeken en, indien nodig, te stoppen.
Hun vlucht brengt ze naar Nal Gorgoth, waar Bachel hun eerst met open armen ontvangt en vertelt meer over de Dromers en een wezen genaamd Azlagur. Na verloop van tijd benevelt ze Murtagh en Thoorn en raken de drakenrijder en de draak volledig onder haar controle. Na een lastig gevecht lukt het Murtagh en Thoorn om Bachel te verslaan. Murtagh is zwaargewond, maar wordt door Thoorn, Alin en Uvek naar Ilirea gebracht. Daar komt Murtagh weer in het gezelschap van koningin Nasuada en besluit, mede op haar verzoek, voorlopig bij haar te blijven.